# Мартин, Линда
Линда Мартин (англ. Linda Martin, родилась 27 марта 1952, Ома, Северная Ирландия) — ирландская певица и телеведущая, победитель конкурса песни «Евровидение-1992».
Начала свою музыкальную карьеру в 1969 году в группе Chips, вскоре ставшей одним из ведущих коллективов Ирландии. В 1972 году Линда переходит в группу LyttlePeople, но через год возвращается в Chips. В 1983 году стала победительницей конкурса песни в Кастлебаре с песней «Edge of the Universe», после чего начала сольную карьеру. Девять раз принимала участие в Национальном конкурсе песни, что является рекордом среди ирландских исполнителей. Линда дважды выигрывала конкурс и, соответственно, дважды представляла свою страну на конкурсе «Евровидение».
Первое выступление Мартин на конкурсе 1984 года принесло ей второе место с песней «Terminal 3», а второе — на конкурсе 1992 года с песней «Why Me» — стало победным. При этом первая из этих песен, которые были написаны двукратным победителем Евровидения Джонни Логаном, заняла седьмое место в ирландском хит-параде, а вторая стала его лидером и хитом во многих странах.
В 2000-е годы была ведущей ряда викторин и шоу на ирландском телевидении.